# Gustav Bosselmann
Gustav Bosselmann (* 18. Mai 1915 in Schülernbrockhof; † 15. September 1991 in Schneverdingen) war ein deutscher Jurist und Politiker (CDU).

## Leben und Beruf
Bosselmann wurde als Sohn eines Landwirts geboren. Von 1929 an war er Mitglied der Hitlerjugend; er wurde mit dem Goldenen Ehrenzeichen der HJ ausgezeichnet. Vom 1. Januar 1933 an war er Mitglied der SA.
Nach dem Besuch der Volksschule und dem Abitur 1933 am Reformrealgymnasium in Uelzen leistete er zunächst freiwilligen Arbeitsdienst. Im Anschluss studierte er Rechts- und Staatswissenschaften an den Universitäten Tübingen und Göttingen. Er bestand 1938 das erste juristische Staatsexamen, musste seine Ausbildung aber unterbrechen, da er noch im gleichen Jahr zur Wehrmacht eingezogen wurde. Von 1939 bis 1945 nahm er als Soldat am Zweiten Weltkrieg teil, zunächst als Panzergrenadier und zuletzt als Hauptmann und Bataillonschef.
Nach dem Kriegsende arbeitete Bosselmann auf dem durch Rinderzucht geprägten elterlichen Hof. Er setzte 1949 seinen juristischen Vorbereitungsdienst fort, bestand 1951 das zweite juristische Staatsexamen und war anschließend als Anwaltsassessor in Soltau tätig. 1952 wurde er als Rechtsanwalt und 1957 auch als Notar zugelassen.

## Politik
Am 21. Juni 1937 beantragte Bosselmann die Aufnahme in die NSDAP und wurde rückwirkend zum 1. Mai desselben Jahres aufgenommen (Mitgliedsnummer 4.608.350).
Nach dem Krieg trat Bosselmann dann der CDU bei, war seit 1957 Ratsmitglied in Schneverdingen und amtierte von 1959 bis 1976 als Bürgermeister der Gemeinde. Außerdem war er Kreistagsmitglied des Kreises Soltau. 1963 zog er als Abgeordneter in den Niedersächsischen Landtag ein. Von 1968 bis 1974 war er stellvertretender Vorsitzender der CDU Niedersachsen.
Nach der Bildung einer Großen Koalition wurde Bosselmann am 19. Mai 1965 als niedersächsischer Justizminister in die von Ministerpräsident Georg Diederichs geführte Regierung des Landes Niedersachsen berufen.„Als seine Ernennung bekannt wurde, verschwanden seine Personalakten binnen Stunden im Oberlandesgericht Celle im mit Direktleitung zur Polizei gesicherten Panzerschrank.“
Mit der Konstituierung einer SPD-Alleinregierung schied er am 8. Juli 1970 aus dem Ministeramt aus und wurde in dieser Funktion von Hans Schäfer abgelöst.
Nach der Wahl von Ernst Albrecht zum Ministerpräsidenten wurde Bosselmann am 12. Mai 1976 zum Minister des Niedersächsischen Innenministeriums ernannt. Aufgrund der Bildung einer Christlich-Liberalen Koalition schied er aber bereits am 19. Januar 1977 wieder aus dem Amt des Innenministers, dessen Nachfolge der FDP-Politiker Rötger Groß antrat.

## Ehrungen
- 1973: Bundesverdienstkreuz 1. Klasse
- 1975: Niedersächsischer Verdienstorden
- 1982: Großes Bundesverdienstkreuz
- Gustav-Bosselmann-Ring in Schneverdingen